# Kim Tae-kyun
Kim Tae-kyun (nascut el 17 de juny de 1960) és un director de cinema sud-coreà. Kim va escriure i dirigir Volcano High (2001) i Temptation of Wolves (2004). També va dirigir The Adventures of Mrs. Park (1996), First Kiss (1998), A Millionaire's First Love, Crossing (2008), Higanjima (2010), A Barefoot Dream (2010), Innocent Thing (2014), i Bad Sister (2014). Crossing i A Barefoot Dream es van seleccionar com a Entrades sud-coreanes per al Millor pel·lícula de parla no anglesa als Premis Oscar, però cap de les dues va ser a la llista final.

## Filmografia
- 관계 (curtmetratge, 1987) - lighting
- Moon (curtmetratge, 1987) - credits
- Stopping for a While (curtmetratge, 1987) - director
- My Love, My Bride (1990) - productor executiu
- As You Please (1992) - productor executiu
- First Kiss (1993) - productor executiu
- Bitter and Sweet (1995) - productor executiu
- The Adventures of Mrs. Park (1996) - director
- Julseogi (curtmetratge, 1999) - director
- Volcano High (2001) - director, guionista
- At 2 O'clock (curtmetratge, 2003; inclosa a l’antologia Twentidentity) - director
- Temptation of Wolves (2004) - director, guionista
- I'm OK (curtmetratge, 2005; inclosa a l'antologia 3 Colors Love Story) - director
- A Millionaire's First Love (2006) - director
- Crossing (2008) - director
- Higanjima (2010) - director
- A Barefoot Dream (2010) - director, productor, script editor
- The Dearest (2012) - assessor de producció
- Sympathy for Us (2012) - assessor de producció
- Choked (2012) - assessor de producció
- Mirage (2012) - assessor de producció
- When Winter Screams (2013) – consultor de producció i guió
- Your Time Is Up (2013) - consultor de producció
- INGtoogi: The Battle of Internet Trolls (2013) - consultor de producció
- Innocent Thing (2014) - director, productor executiu
- A Pharisee (2014) - productor
- Bad Sister (2014) - director
- Beastie Girls (2017) - productor

## Premis
- Premi de Promoció de Premsa Estrangera 2008, categoria cinema (Crossing)
- 2008 18è premi catòlic coreà de comunicació de masses (Crossing)
- 2008 16è Chunsa Film Art Awards: Millor director (Crossing)
- 2010 Golden Rooster i Hundred Flowers Awards: Millor director d'una pel·lícula estrangera (A Barefoot Dream)[12]